# Ben Sherman
Ben Sherman (* 3. Oktober 1925 als Arthur Bernard Sugarman in Brighton; † 1987) war ein britisch-amerikanischer Modefabrikant und Gründer der gleichnamigen Bekleidungsfirma.

## Die Person
Arthur Bernard Sugarman wurde 1925 als Sohn eines englischen Händlers in Brighton geboren. 1946 emigrierte Sugarman über Kanada in die USA. Er nahm die amerikanische Staatsangehörigkeit an und änderte seinen Namen in Ben Sherman. Er heiratete die Tochter eines kalifornischen Bekleidungsfabrikanten und kehrte zurück in seine Geburtsstadt Brighton in England. Ende der 50er Jahre kaufte er im Seebad Brighton eine konkursgegangene Bekleidungsmanufaktur und gründete 1963 die Firma Ben Sherman. 1975 verließ Sherman die Firma, um sich in Australien seinem privaten Leben zuzuwenden.

## Die Marke
Die Marke wurde von bekannten Musikern (z. B. Paul Weller, Ray Davies von The Kinks) getragen und fand Eingang in die Mod-, Skinhead- und Ultras-Subkulturen. Der Union Jack und dessen Farben rot, weiß und blau spielen bei der Gestaltung häufig eine Rolle, ebenso wie das Zeichen der Mods, das „Target“ (ursprünglich das Zeichen der Royal Air Force). Bekannt ist Ben Sherman vor allem für seine Button-Down-Hemden mit slim fit (schmalem Schnitt). Ben Sherman setzt in seiner Außen-Darstellung auf die Identifikation mit dem Flair Großbritanniens. Als Markenzeichen hat sich Ben Sherman angeeignet, Kollektionen stets in einem Umfeld abzulichten, das klar erkennbar britisch ist.
2015 teilte der Textilkonzern Oxford Industries mit, dass die Marke für 40,8 Millionen Britische Pfund verkauft wurde. Käufer waren die Gesellschaften Ben Sherman UK Acquisition Limited und Ben Sherman US Acquisition LLC, hinter denen der US-amerikanischen Brand-Management-Konzern Marquee Brands steht.